# 橘捲菜蚜
橘捲菜蚜（学名：Aphis citricola）为常蚜科蚜屬下的一个种。